# Austrosetia
Austrosetia là một chi bướm đêm thuộc họ Sesiidae.

## Các loài
- Austrosetia semirufa  Felder, 1874